# Маале-Хевер
Маале-Хевер (івр. מַעֲלֵה חֶבֶר) або Пней Хевер (івр. פְּנֵי חֶבֶר) — ізраїльське поселення на Західному березі річки Йордан. Розташоване на висоті 810 метрів над рівнем моря, на східних пагорбах Хеврона на схід від міста Хеврон. Це общинне поселення, яке підпадає під юрисдикцію регіональної ради Гар-Хеврон. У 2019 році в ньому проживало 635 осіб.
Міжнародне співтовариство вважає ізраїльські поселення на Західному березі незаконними згідно з міжнародним правом, але уряд Ізраїлю, станом на 2019 рік, ігнорує це.

## Історія
31 січня 1982 року поселення було засноване спершу як Нахаль Якін, піонерський військовий форпост Нахалю. Поселення демілітаризували і 24 серпня 1983 року передали одинадцяти родинам, після чого перейменували на честь сусіднього потоку Хевер. У перші роки існування єдиний шлях до села проходив через палестинське місто Бані На'ім.

## Галерея

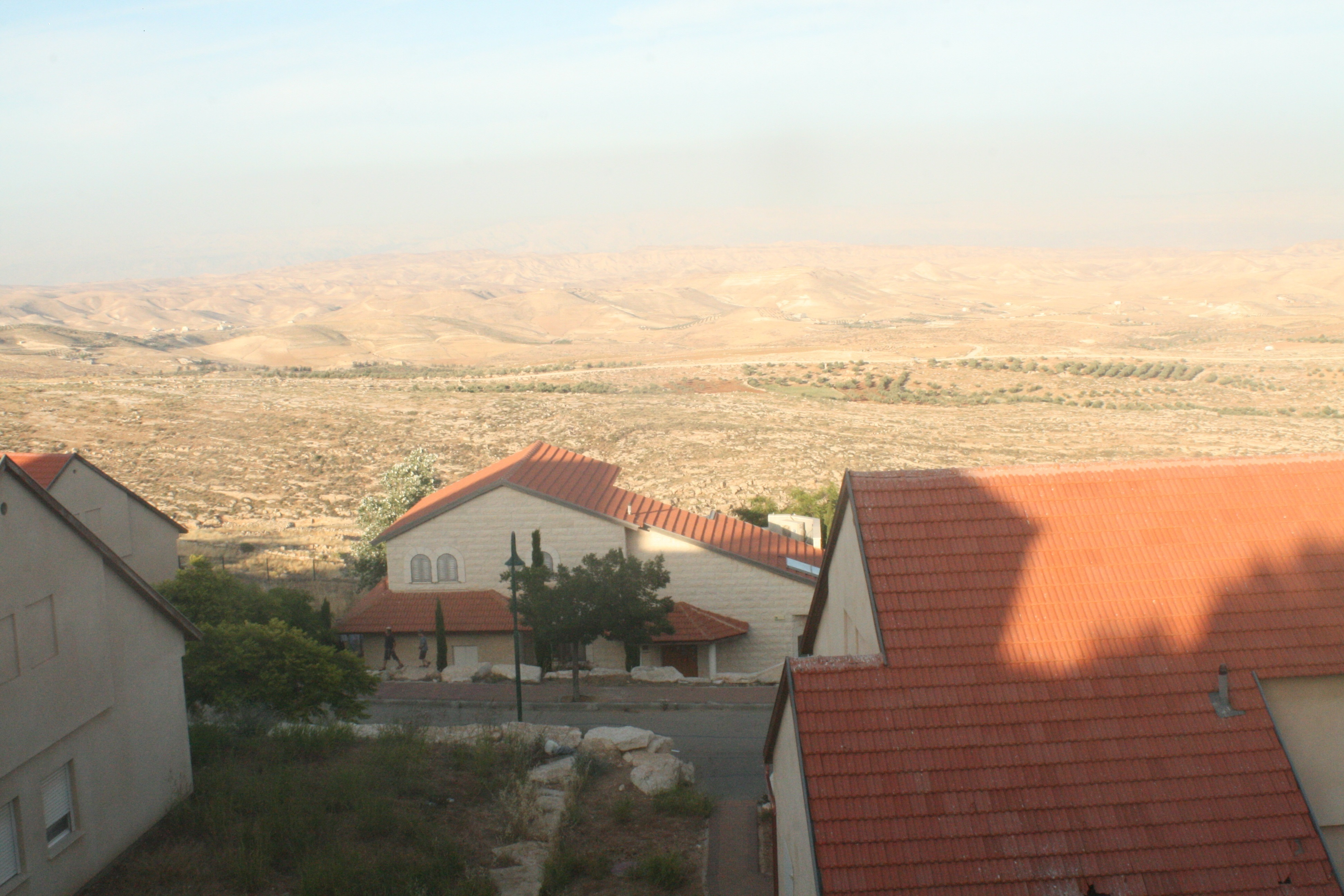
Будинки у поселенні (травень 2012)
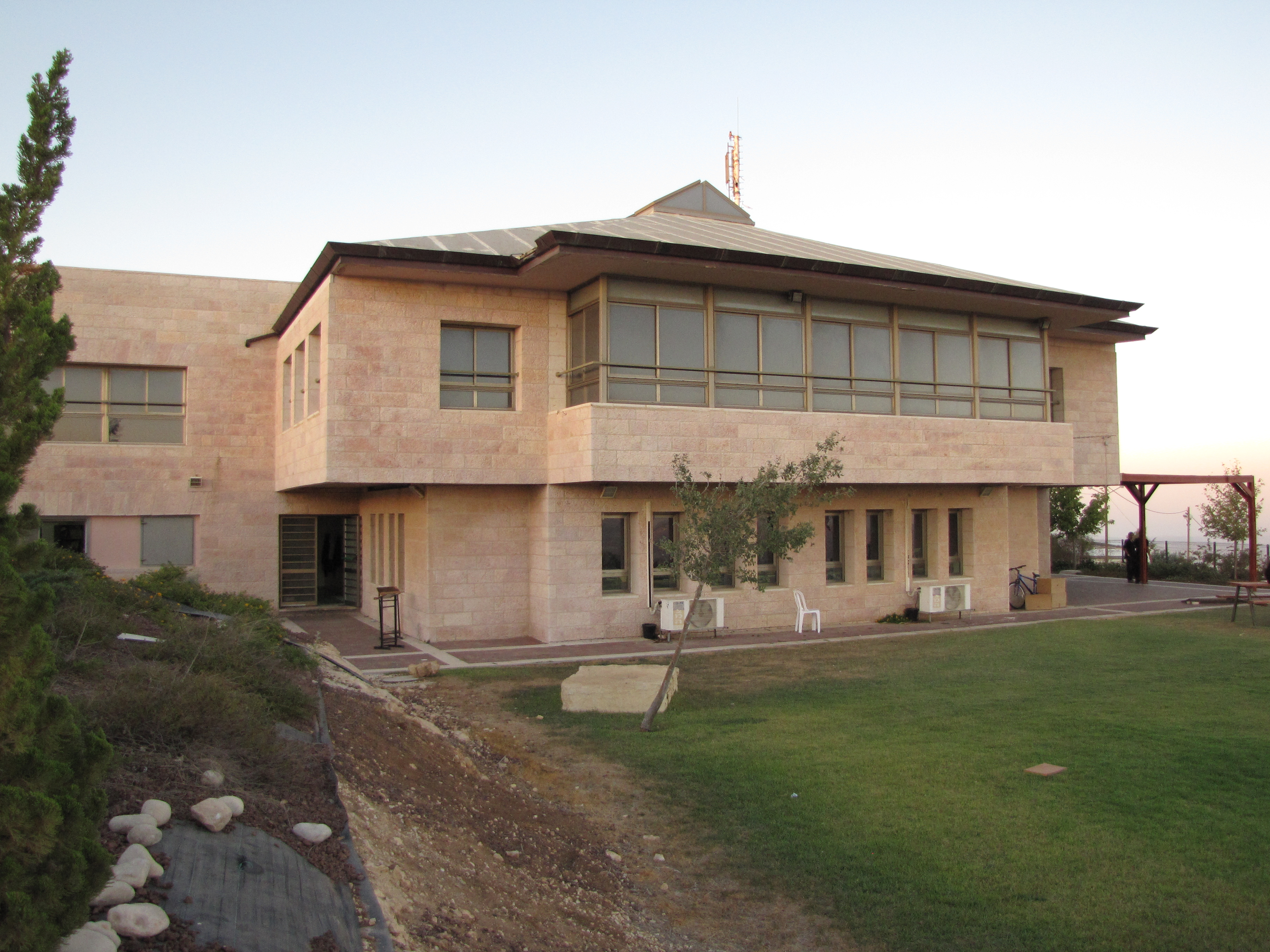
Будівля єшиви (вересень 2009)

## Виноски
1. ↑  Центральне статистичне бюро Ізраїлю — 1949.
2. ↑  The Geneva Convention. BBC News. 10 грудня 2009. Архів оригіналу за 5 липня 2018. Процитовано 27 листопада 2010.